# Victor Leemans
Victor Leemans (ur. 21 lipca 1901 r. w Stekene, zm. 3 marca 1971 r. w Leuven) – belgijski (flamandzki) socjolog, polityk i jeden z głównych ideologów radykalnego skrzydła Flamandczyków.

## Życiorys
Victor Leemans urodził się w 1901 r. w Stenkene. Studiował w Paryżu na Sorbonie socjologię, z której uzyskał doktorat. Następnie wykładał na Katolickim Uniwersytecie w Lowanium. Podczas okupacji niemieckiej pełnił funkcję sekretarza generalnego spraw ekonomicznych. Po zakończeniu II wojny światowej rozpoczął w 1947 r. karierę polityczną, wstępując w szeregi partii chrześcijańsko-demokratycznej. Zasiadał w Senacie antwerpskim. W latach 1965–1966 był przewodniczącym Parlamentu Europejskiego.
Zmarł w 1971 r. w Leuven.